# Aérodrome de Vienne - Reventin
 (août 2018).
Si vous disposez d'ouvrages ou d'articles de référence ou si vous connaissez des sites web de qualité traitant du thème abordé ici, merci de compléter l'article en donnant les références utiles à sa vérifiabilité et en les liant à la section « Notes et références ».
L’aérodrome de Vienne - Reventin (code OACI : LFHH) est un aérodrome civil, ouvert à la circulation aérienne publique (CAP), situé sur la commune de Reventin-Vaugris à 8 km au sud-sud-ouest de Vienne dans l’Isère (région Rhône-Alpes, France).
Il est utilisé pour la pratique d’activités de loisirs et de tourisme (aviation légère).

## Histoire
L’aérodrome est implanté depuis 1932 dans la plaine de Chonas-l'Amballan sur la commune de Reventin-Vaugris, dominant d’une centaine de mètres la vallée du Rhône, aux pieds des coteaux de Côte-Rotie et de Saint-Joseph.
Sa situation géographique entre l’autoroute A7 et la route nationale 7 a longtemps menacé le petit aérodrome, la proximité de ces deux grands axes routiers faisant du terrain une zone convoitée des industriels pour installer leurs usines.
Dès le début des années 1990, plusieurs entrepreneurs décidèrent de construire avec le soutien des élus locaux et de la chambre de commerce et d’industrie, des entrepôts pour leurs entreprises conduisant au déplacement de la piste (l’ancienne piste revêtue servant de taxiway) et à la construction d’un nouvel hangar pour abriter les avions.
Il ne reste donc plus rien de nos jours de l’aérodrome d’autrefois, et l’aérodrome est maintenant intégré dans une zone industrielle qui compte six entreprises employant 380 salariés. Mais l’activité aéronautique s’est depuis développée avec l’arrivée de nouvelles activités orientées ULM et racers.

## Installations
L’aérodrome dispose d’une piste en herbe orientée nord-sud (01/19), longue de 660 mètres et large de 50.
L’aérodrome n’est pas contrôlé. Les communications s’effectuent en auto-information sur la fréquence de 123,500 MHz.
S’y ajoutent :
- une aire de stationnement ;
- des hangars ;
- une station d’avitaillement en carburant (100LL) et en lubrifiant[2].

## Activités
- Aéroclub de Vienne-Reventin
- École d’ULM de Vienne-Reventin